# Lincoln Z
Lincoln Z — автомобиль бизнес-класса, выпускающийся компанией Lincoln (дочернее подразделение Ford) с 2022 года.

## Описание
21 апреля 2021 года на автосалоне в Шанхае компания Lincoln представила концепт-кар Zephyr Reflection, призванный заменить автомобили Lincoln MKZ и Lincoln Continental. Затем 19 ноября 2021 года на автосалоне в Гуанчжоу был представлен Lincoln Zephyr.
С марта 2022 года автомобиль продаётся в Китае под названием Lincoln Z. Конкурентом является BMW G30.

## Технические характеристики
Lincoln Z оснащается 2,0-литровым бензиновым двигателем EcoBoost CAF488WQC с турбонаддувом мощностью 243 л. с. и крутящим моментом 376 Н⋅м, который сочетается в паре с восьмиступенчатой автоматической трансмиссией. Привод только передний. Максимальная скорость составляет 225 км/ч.